# Widford (Hertfordshire)
Widford est une paroisse civile et un village du Hertfordshire, en Angleterre.